# 横堀正一
横堀 正一（よこほり しょういち、1934年12月21日 - 2008年1月14日）は、昭和から平成時代の労働運動家。高等学校教員。千葉県高等学校教職員組合（千葉高教組）委員長。新社会党中央本部書記長、千葉県本部常任顧問。

## 略歴・人物
高知県加美郡土佐山田生まれ。1958年早稲田大学教育学部英文科卒。モーターマガジン社を経て、1960年～1966年に習志野市立習志野高等学校、1966年～1972年に千葉県立船橋高等学校に勤務。その間に千葉県高等学校教職員組合（千葉高教組）の役員となり、1974年度～1989年度に書記長、1990年度～1995年度に中央執行委員長を務めた。1996年～1999年新社会党千葉県本部書記長、1997年～1998年新社会党中央本部執行委員、1998年～2005年副書記長、2005年書記長。2000年権利問題研究会（権問研）副代表・東日本連絡協議長。2008年解離性動脈瘤破裂のため死去。享年73歳。
千葉で日朝友好運動を熱心に行い、日本教職員チュチェ思想研究会全国連絡協議会事務局長、日本朝鮮学術教育交流協会事務局長、同協会副会長を務めた。国鉄千葉動力車労働組合（動労千葉）関連の行事に出席しており、「とめよう戦争への道！百万人署名運動」呼びかけ人の1人となっている。

## 著書
- 『わたしの見た現代朝鮮の芸術』 幸洋出版、1985年
- 『日教組再生――仲間たちへのメッセージ』 柘植書房、1988年

### 分担執筆
- 『金正日書記誕生50周年記念研究論文集』 チュチェ思想国際研究所、1992年
- 松永裕方編著 『連合の五年と労働運動』 社会主義協会出版局、1994年